# Nordflotte

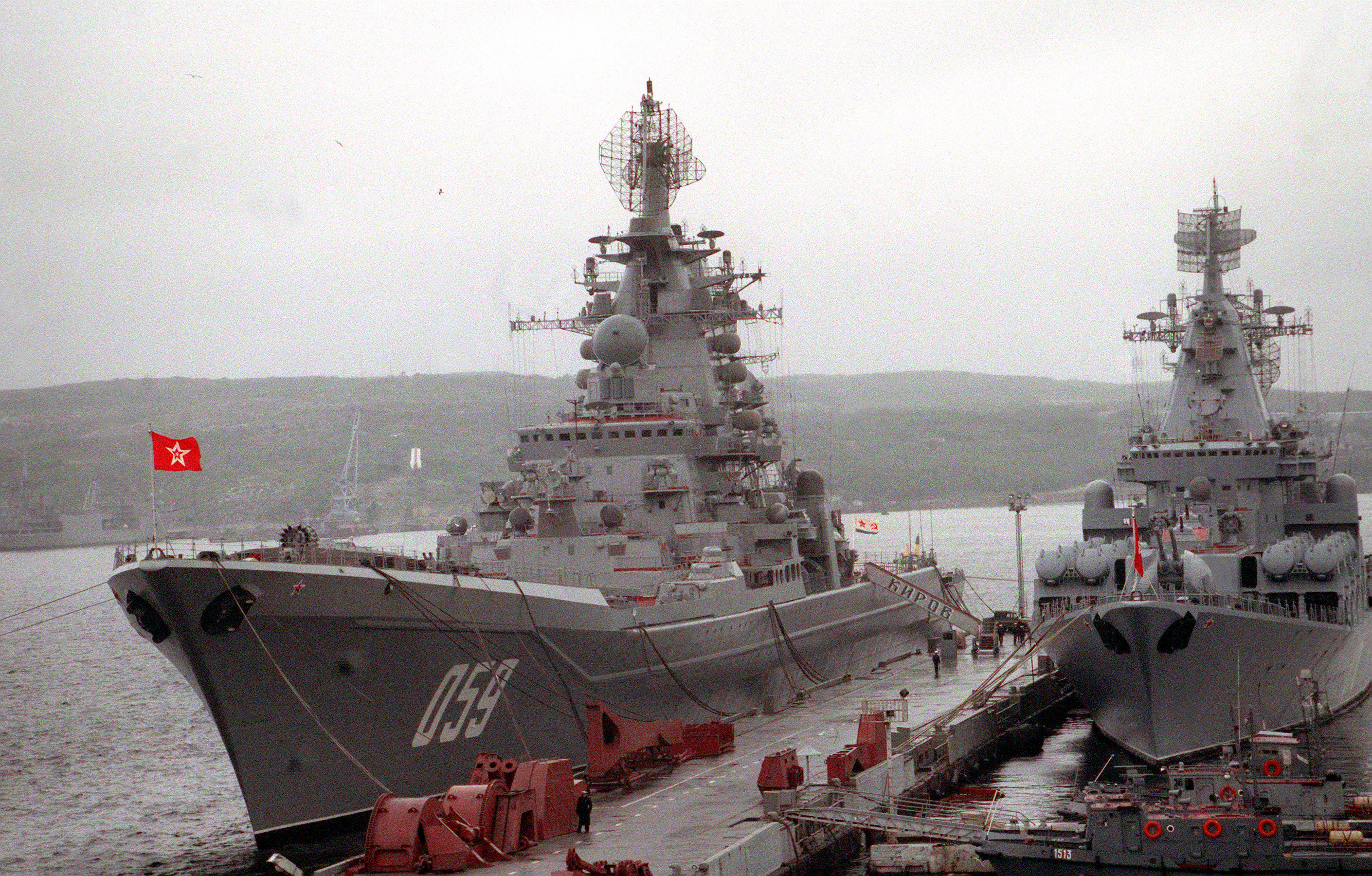
Die Admiral Uschakow und die Marschall Ustinow in Seweromorsk (1992)

Nordflotte, Nordmeerflotte oder Rotbanner-Nordflotte (russisch Северный флот Sewernij flot) ist der Name des 1933 aufgestellten Teils der sowjetischen Marine, der jenseits des Polarkreises stationiert war, sowie des russischen Nachfolgeverbandes.

## Geschichte

### Die Aufstellung
Während des Ersten Weltkrieges stand Russland vor dem Problem, die von russischen und britischen Schiffen genutzten Transportrouten in der Barentssee gegen U-Boote der deutschen Kaiserlichen Marine zu sichern. Deswegen wurde am 19. Juni 1916 die Polarmeerflottille geschaffen. Nach der Oktoberrevolution lag die Weißmeerflottille der Roten Flotte ab März 1920 in Archangelsk. Sie wurde später in Nordmeer-Seestreitkräfte umbenannt und im Januar 1923 aufgelöst.
Die Nordflotte entstand ungefähr am 1. Juni 1933. Zur Neuaufstellung transferierte die sowjetische Marine zwischen Mai und September 1933 eine Anzahl von Schiffen von der Ostsee über den Weißmeer-Ostsee-Kanal in den Norden. Diese bestanden aus drei Zerstörern der Nowik-Klasse, drei Patrouillenbooten der Uragan-Klasse und drei U-Booten der Dekabrist-Klasse. Am 21. Juli morgens trafen diese in Soroka ein und wurden überraschend von Josef Stalin, Kliment Woroschilow und Sergei Kirow auf dem Dampfer Anochin begrüßt. Laut dem Kommandeur der U-Boot-Kräfte der Nordflotte Iwan A. Kolyschkin war der Kanal extra zu diesem Zweck gebaut worden, da die westeuropäischen Staaten die Durchfahrt sowjetischer Flottenkräfte durch die Ostsee nicht gestatteten. Die Verlegung geschah in zwei Operationen und begann bereits während noch am Kanal gebaut wurde. Die erste Gruppe bestehend aus zwei Zerstörern, zwei Patrouillenbooten und zwei U-Booten verließ Kronstadt am 18. Mai 1933 und erreichte Murmansk am 5. August.  Die zweite Gruppe  bestehend aus einem Zerstörer, einem Patrouillenboot, einem U-Boot und zwei Minensuchbooten erreichte den Hafen von Soroka am Weißen Meer im September 1933. Sie bildeten die Nordflottille (Kommandeur Sachar Sakupnew, abgelöst von Konstantin Duschenow im März 1935). Poljarny wurde 1935 Hauptstützpunkt der Flottille. Die erste Gruppe Flugzeuge für die Flottille kam im September 1935 nach Murmansk. Am 11. Mai 1937 wurde die Nordflottille in Nordflotte umbenannt. Zu diesem Zeitpunkt hatte die sowjetische Marine bereits Küsten- und Flugabwehrgeschütze organisiert, Flugplätze gebaut und neue Schiffe erhalten.
Während des Winterkrieges von 1939 bis 1940 blockierten die Schiffe der Nordflotte die finnische Militärbasis in Petsamo. Im Juni 1941 besaß die Nordflotte schon 8 Zerstörer, 15 U-Boote, 2 Torpedoboote, 7 Patrouillenboote, 2 Minensucher und 116 Flugzeuge. Im August 1940 errichtete die sowjetische Marine die Weißmeerbasis in der Absicht, die Küstenlinie, Stützpunkte, Häfen und andere Einrichtungen zu schützen; sie wurde ein Jahr später in Weißmeerflottille umbenannt. (Kommandeure: Konteradmiral M. Dolinin (seit August 1941), Vizeadmiral G. Stepanow (seit Oktober) und schlussendlich Konteradmiral Stepan Kutscherow und Vizeadmiral Jurij Pantelejew.)

### Die Nordflotte im Zweiten Weltkrieg
Während des Großen Vaterländischen Krieges von 1941 bis 1945 verteidigte die Nordflotte die Küstenlinien der Halbinseln Rybatschij und Srednij, sicherte äußere und innere Transportrouten, leistete der maritimen Flanke der 14. Armee Unterstützung, stellte Marineinfanterie auf und beteiligte sich an der Petsamo-Kirkenes-Operation von 1944. Bis zu 10.000 Mann der Nordflotte kämpften an Land.
Während des Krieges wurde die Nordflotte mit Flugzeugen und Schiffen aus dem Pazifik und Kaspischen Meer verstärkt. Die Nordflotte erhielt im Zweiten Weltkrieg nach der Kapitulation Italiens keine Schiffe der Regia Marina, sondern eine Anzahl Schiffe der Westalliierten, wie beispielsweise die Royal Sovereign oder Milwaukee, zur Verfügung gestellt, wodurch die Sowjetflotte Zugriff auf moderne westliche Ausrüstung, insbesondere Radar erhielt.
Die Nordflotte sicherte im Krieg die Passage für 1463 Schiffseinheiten der Nordmeergeleitzüge und 2568 Schiffseinheiten binnenländischer Konvois. Ihre U-Boote, Torpedoboote und Luftstreitkräfte versenkten 192 feindliche Transportschiffe und 70 Kriegsschiffe. Außerdem beschädigte die Nordflotte 118 Transport-, Kriegs- und Hilfsschiffe.

### Die Nordflotte im Kalten Krieg
Nach dem Zweiten Weltkrieg unterhielten die NATO-Staaten zunächst im Bereich der Ostsee nur sehr schwache Seestreitkräfte. Die sowjetische Marine konnte davon ausgehen, sich von ihrer traditionellen Hauptbasis in der Ostsee aus schnell freien Zugang zu den Weltmeeren erkämpfen zu können. Erst mit der deutschen Wiederbewaffnung ab 1956 änderte sich die Lage. Bald standen NATO-Kräfte – in erster Linie die deutsche Bundesmarine zusammen mit der dänischen Marine – in beachtlicher Stärke bereit zur Verteidigung der Ostseeausgänge. Dies bedeutete, dass die sowjetische Marine nicht mehr so leicht mit U-Booten und anderen Kräften aus der Ostsee in den Nordatlantik eindringen und dort die NATO-Seeverbindungen angreifen konnte.
Deshalb wurden die Basen im Nordmeer ausgebaut. Mit dem Hafen Murmansk und einigen nahegelegenen Anlagen hatte man dort ganzjährig eisfreie Stützpunkte zur Verfügung, von denen aus man in den Nordatlantik vordringen konnte. Etwa zur gleichen Zeit, ab Ende der 1950er Jahre, begann die sowjetische Marine mit dem Aufbau ihrer Atom-U-Boot-Flotte. Auch diese vor allem auf der Sewmasch-Werft von Sewerodwinsk gebauten Boote mussten gesicherten Zugang zu den offenen Ozeanen haben. Die Sowjetunion teilte den größten Teil ihrer strategischen Unterseeboote der Nordflotte zu.
Die Nordflotte wurde damit zur wichtigsten der vier sowjetischen Flotten. Die strategischen Atom-U-Boote bildeten den maritimen Teil der sowjetischen Nukleartriade. Atombetriebene Jagd-U-Boote der Nordflotte waren für den Einsatz im Atlantik vorgesehen und sollten Trägergruppen der US Navy angreifen, das 7. Geschwader begleitete mit Überwasserstreitkräften ständig die 2. Flotte der US-Marine. Ihre Überwasserstreitkräfte, Kreuzer und Zerstörer, daneben später einzelne Flugzeugträger, dienten vor allem dem Schutz der Basisregion und der U-Boote. Mit den amphibischen Kräften wären Angriffe gegen NATO-Gebiete vor allem im Nahbereich möglich gewesen.
Die Verlegung der Hauptmacht der sowjetischen Marine ins Nordmeer war ein großer strategischer Schachzug. Dadurch war die NATO gezwungen, starke Seestreitkräfte zur Sicherung ihrer Seewege aufzustellen, um im Kriegsfall nicht von der Verstärkung und Versorgung aus Nordamerika abgeschnitten zu werden. Andererseits kam es auch die Sowjetunion sehr teuer zu stehen, unter extremen Witterungsbedingungen und in großer Entfernung von der eigenen Industrie die Basis der größten Sowjetflotte aufzubauen und zu unterhalten. Der Dienst war mit großen Härten für die Soldaten und ihre Familien verbunden, und die Bereitschaft, freiwillig die Dienstzeit zu verlängern, soll nicht sehr hoch gewesen sein.

### Heutige Bedeutung der Nordflotte

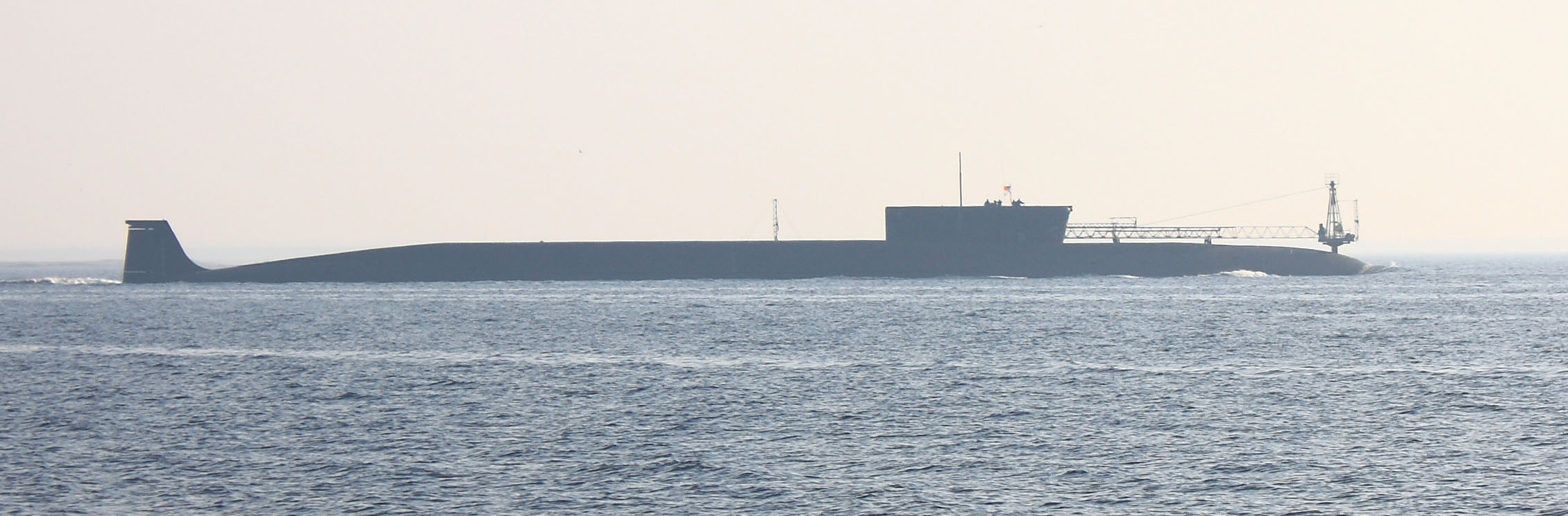
Die K-535 (Juri Dolgoruki) der Borei-Klasse auf Testfahrt (2010)

Für Russland hat die Nordflotte auch weiterhin eine große strategische Bedeutung. Einer ihrer wichtigsten Häfen ist nach wie vor Sapadnaja Liza nahe der norwegischen Grenze auf der Halbinsel Kola. Nach dem Zusammenbruch der Sowjetunion und der Unabhängigkeit ihrer Republiken versuchte Russland gleichwohl, den Status einer den USA ebenbürtigen militärischen Macht zurückzuerlangen. Die Nordflotte verfügt dabei mit den strategischen Atom-U-Booten über einen wesentlichen Teil des russischen Nuklearpotenzials, insbesondere der Zweitschlagskapazität. Wie in der Vergangenheit besteht die Hauptaufgabe der anderen Seekriegsmittel der Nordflotte vor allem darin, dieses Potenzial zu schützen.

## Kommandeure der Nordflotte
| Name                                | Zeitraum                      |
| ----------------------------------- | ----------------------------- |
| Konstantin Iwanowitsch Duschenow    | Mai 1937–Mai 1938             |
| Walentin Petrowitsch Drosd          | Mai 1938–September 1940       |
| Arseni Grigorjewitsch Golowko       | September 1940–August 1946    |
| Wassili Iwanowitsch Platonow        | August 1946–April 1952        |
| Andrej Trofimowitsch Tschabanenko   | April 1952–Februar 1962       |
| Wladimir Afanassjewitsch Kassatonow | Februar 1962–Mai 1964         |
| Semjon Michailowitsch Lobow         | Mai 1964–März 1972            |
| Georgi Michailowitsch Jegorow       | März 1972–Juli 1977           |
| Wladimir Nikolajewitsch Tschernawin | Juli 1977–Dezember 1981       |
| Arkadi Petrowitsch Michailowski     | Dezember 1981–Februar 1985    |
| Iwan Matwejewitsch Kapitanez        | Februar 1985–März 1988        |
| Felix Nikolajewitsch Gromow         | März 1988–März 1992           |
| Oleg Alexandrowitsch Jerofejew      | März 1992–Januar 1999         |
| Wjatscheslaw Alexejewitsch Popow    | Januar 1999–Dezember 2001     |
| Gennadi Alexandrowitsch Sutschkow   | Dezember 2001–Mai 2004        |
| Michail Leopoldowitsch Abramow      | Mai 2004–September 2005       |
| Wladimir Sergejewitsch Wyssozki     | September 2005–September 2007 |
| Nikolai Michailowitsch Maximow      | November 2007–März 2011       |
| Andrei Olgertowitsch Woloschinski   | März 2011–Juni 2011           |
| Wladimir Iwanowitsch Koroljow       | Juni 2011–April 2016          |
| Nikolai Anatoljewitsch Jewmenow     | April 2016–Mai 2019           |
| Alexander Alexejewitsch Moissejew   | Mai 2019–                     |

## Einrichtungen

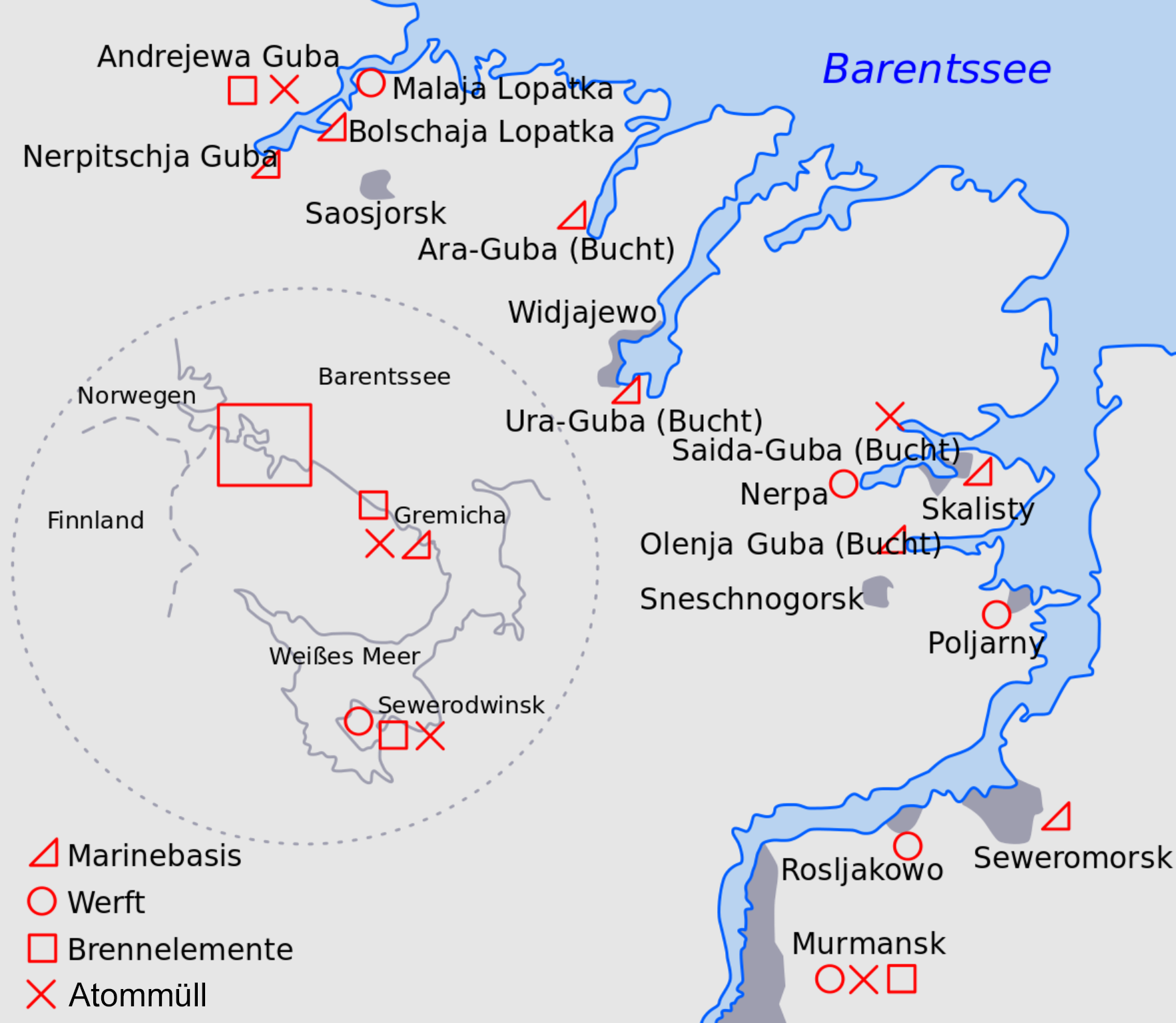
Basen der Nordflotte in der Region Murmansk

Neben der Hauptbasis in Seweromorsk hat die Nordflotte noch sechs zusätzliche Basen und Werften, wobei die Basis bei Murmansk zu den größten und bekanntesten zählt.

### Häfen / Basen
- Seweromorsk (Hauptquartier der Nordflotte)
- Sewerodwinsk
- Murmansk
- Widjajewo
  - Ara Bucht
  - Ura Bucht
- Gadschijewo
  - Jagelnaja / Skalisty
  - Olenja Bucht
- Sapadnaja Liza
  - Bolschaja Lopatka
  - Malaja Lopatka
  - Nerpitschja
- Ostrownoi / Gremicha

### Flugplätze
- Olenja
- Rogatschowo
- Flugplatz Seweromorsk-1
- Flugplatz Seweromorsk-3
- Flugplatz Tiksi
- Flugplatz Nagurskoje
- Umbosero (z. Z. Reserve-Flugplatz)
- Koschka-Jawr

### Werften
- Murmansk
  - Safonowo
  - Sewmorput
- Sewerodwinsk
  - Sewmasch-Werft
- Rosljakowo
- Poljarny
  - Nerpa
  - Schkwal
- Swjosdotschka
- Malaja Lopatka

### Lager für SLBM und weitere Kernwaffen
- Sewerodwinsk
- Gadschijewo
- Nerpitschja
- Saosjorsk
- Gadschijewo / Skalisty
- Seweromorsk
- Flugplatz Seweromorsk-1
- Olenja
- Skalisty
- Okolnaya[7]
- Ostrovnoy

### Lager für radioaktive Abfälle
- Murmansk
- Andrejewa-Bucht
- Sajda-Bucht
- Sewerodwinsk
- Poljarny
- Ostrownoi / Gremicha

## Aktivitäten und Probleme

### Erfolge und Erstleistungen
Im September 1955 startete die sowjetische Marine als erste eine ballistische Rakete von einem U-Boot. Das erste sowjetische U-Boot (B-67) mit ballistischen Raketen an Bord wurde bei der Nordflotte im Juni 1956 in Dienst gestellt. Am 3. Juli 1958 wurde das erste sowjetische Atom-U-Boot K-3 Leninski Komsomol (November-Klasse) bei der Nordflotte in Dienst gestellt. Nachdem es das arktische Eis unterquert hatte, erreichte es 1962 den Nordpol und hisste Sowjetflagge und Marinewimpel (bereits 1958 wurde der Nordpol durch die Nautilus unterquert).
Im September 1963 machten zwei Atom-U-Boote der Nordflotte eine Reise unter der Arktischen Eiskappe und erreichten die Pazifikflotte auf diese Weise das erste Mal in der Geschichte. Mehr als 25 sowjetische U-Boote wiederholten dieses Manöver in den folgenden Jahren. 1966 führte eine U-Boot-Einheit der Nordflotte eine Gruppenreise um die Welt durch und legte dabei insgesamt etwa 25.000 nautische Meilen zurück.

### Auszeichnungen
Zwei Luftwaffenregimenter, ein U-Jagd-Geschwader, acht U-Boote und Zerstörer wurden für ihren geschickten Einsatz in den Status der Sowjetischen Garde erhoben. Viele Formationen, Einheiten und Schiffe wurden mit Orden ausgezeichnet. Mehr als 48.000 Mann wurden mit Orden und Medaillen ausgezeichnet. 85 Seeleute der Nordflotte erhielten den Titel eines Helden der Sowjetunion (drei von ihnen zweimal). Am 7. Mai 1965 wurde die Nordflotte mit dem Rotbannerorden ausgezeichnet.

### Unfälle
Insbesondere die U-Boote der Nordflotte hatten einige schwere Unfälle und Verluste zu verzeichnen, darunter
- Atom-U-Boot K-219, 6. Oktober 1986
- Atom-U-Boot K-278 Komsomolez, 7. April 1989
- Atom-U-Boot Kursk, 12. August 2000
- Atom-U-Boot K-159, 30. August 2003
- Atom-U-Boot AS-12, 1. Juli 2019

### Atom-Problematik
Insbesondere der Umgang mit ausgemusterten Atom-U-Booten und ihren Reaktoren bereitet Anlass zu großer Besorgnis. Deutschland unterstützt die sichere Entsorgung dieser Altlasten im Rahmen eines 2003 abgeschlossenen Abkommens mit 300 Mio. €. Es ist aber bekannt, dass bereits eine größere Zahl von Reaktoren im Nordmeer versenkt worden ist. Die ökologischen Folgen sind nicht absehbar.
Laut einer Meldung von RIA Novosti im November 2006 wurden mittlerweile 145 der ausgemusterten Atom-U-Boote aus Sowjetzeiten abgewrackt. In einem zwei Milliarden Dollar schweren Abrüstungsprogramm wird Russland im Rahmen einer Kooperation von den USA, Großbritannien, Kanada, Japan, Italien und Norwegen unterstützt.